# 西洋事情
『西洋事情』（せいようじじょう、旧字体：西洋事情󠄁）は、福沢諭吉が幕末から明治にかけて著した書物。地理書などの翻訳や調査などを通して、西洋社会の最新事情を紹介した概説書である。初編3冊、外編3冊、二編4冊の10冊からなる。

## 経緯
福沢は1860年（万延元年）1月、日米修好通商条約批准書交換使節団（万延元年遣米使節）に軍艦奉行木村摂津守の従者として加わり初渡米した。その後、文久遣欧使節団にも翻訳方として随行した。
刊本『西洋事情』初編序文によると、福沢は1866年（慶応2年）3月に公務の暇をぬって執筆を開始し、同年6月下旬に脱稿したという（刊行は同年10月）。刊本はヨーロッパからの帰国後数年が経過していたが、岡田摂蔵の『航西小記』によると既に稿本（『稿本西洋事情』）が成立して写本形式で流布していたことが知られている（稿本は福沢諭吉全集第19巻に『写本西洋事情』として二種類の写本を照合したものが収められている）。福沢は1866年7月に老中小笠原長行に「長州再征に関する建白書」を提出し、その際に『西洋事情』の写本を添えている。
1867年（慶応3年）1月、福沢は勘定吟味役小野友五郎を委員長とする軍艦購入遣米使節団に翻訳方として随行し、帰国後に『西洋事情』外編を著し、同年冬に脱稿した。渡米中、福沢は慶應義塾や仙台藩のために大量の洋書を購入して小野らと対立し、帰国後に謹慎を命じられるとともに洋書の差し押さえを受けた。この第二次訪米が福沢が「佐幕」開国論から「脱幕」に転換する契機になったとされ、外編の構想につながったといわれている。
なお、刊行に当たって『西洋事情』の偽版がでたために、福沢は慶応4年4月10日（新暦5月10日）の『中外新聞』に広告をだし、版権（著作権）の観念を強調し闘っている。
さらに1870年（明治3年）には『西洋事情』二編を刊行した。

## 構成

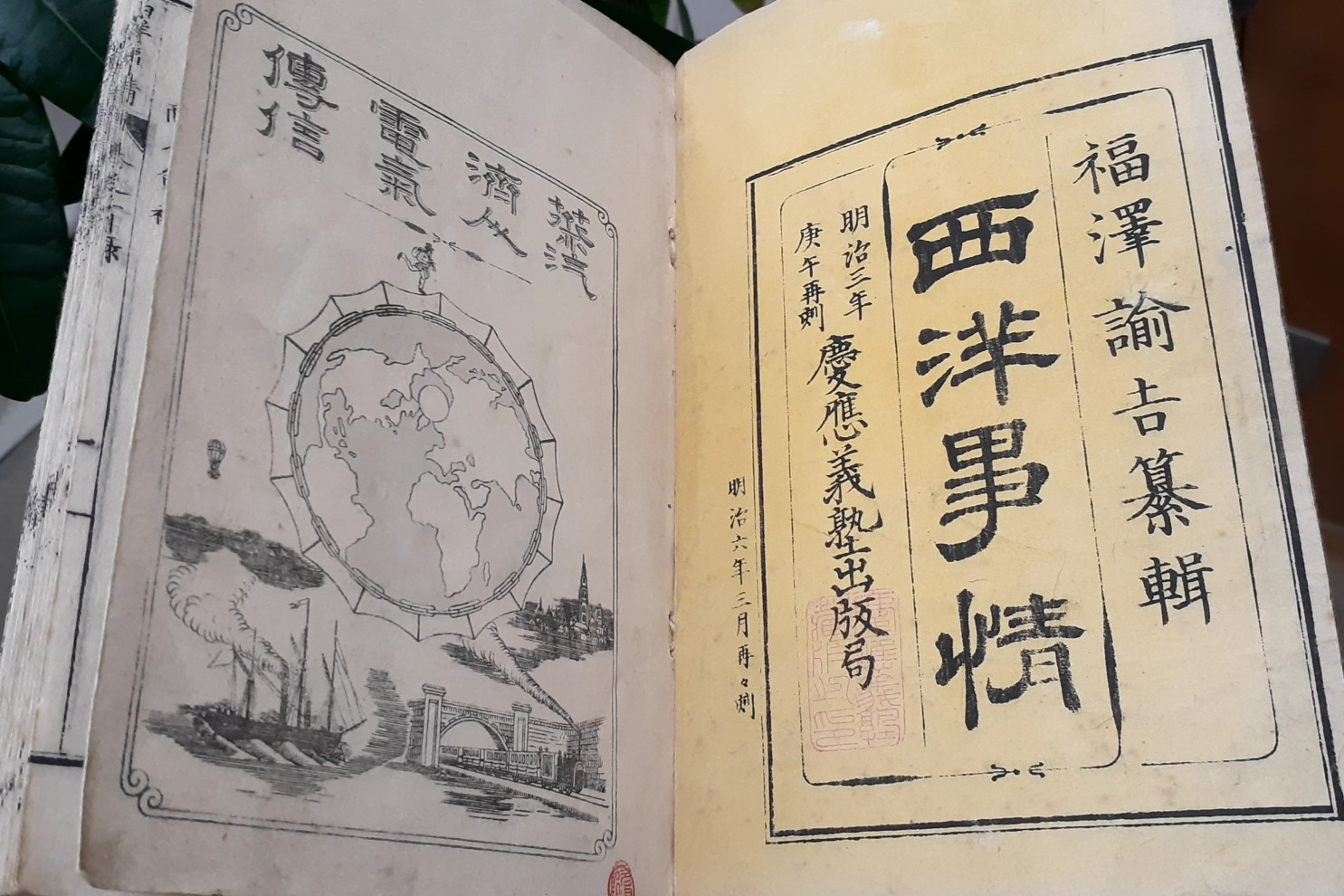
目次

初編3冊、外編3冊、二編4冊の10冊からなる。
『刊本西洋事情』初編（3冊）
- 巻之一の内容は、政治、収税法、国債、紙幣、商人会社、外国交際、兵制、文学技術、学校、新聞紙、病院、文庫（図書館）・博物館・博覧会、病院、貧院・啞院・盲院・癩院・痴児院、蒸気機関、蒸気船、蒸気車、電信機、瓦斯燈の23項目で個別かつ簡潔に紹介している（『刊本西洋事情』初編巻之一「備考」）。
- 巻之二と巻之三ではアメリカ合衆国とオランダ、イギリスの歴史、政治、軍備、財政について述べている。

『刊本西洋事情』外編（3冊）
古典派経済学の概説的入門書であるチェインバース社叢書『経済学』の前半部「ソサイヤル・エコノミー」の翻訳に、フランシス・ウェイランドの『経済学』の抄訳を加えた翻訳・翻案書である。
『刊本西洋事情』二編（4冊）
イングランドの法学者ウィリアム・ブラックストンの『英法注解』のうち人間の権利に関する部分とウェイランドの収税論の抄訳に、ロシアとフランスの制度を追加したもの。なお、以上4冊のほか、ポルトガルとプロシアの制度が追加される予定だったが実現しなかった。

## 単行本
- 福澤諭吉『福澤諭吉全集 第1巻』慶應義塾、岩波書店、1958年12月1日。
  - 福澤諭吉『福澤諭吉全集 第1巻』慶應義塾（2版）、岩波書店、1969年10月13日、275-608頁。
- 福澤諭吉『福澤諭吉全集 第19巻』慶應義塾、岩波書店、1962年11月5日、176-203頁。
  - 福澤諭吉『福澤諭吉全集 第19巻』慶應義塾（2版）、岩波書店、1971年4月13日、176-203頁。
印刷された『西洋事情』が出版される以前に、写本の形で流通した「写本『西洋事情』」を収録。
- 福沢諭吉『福沢諭吉選集 第1巻』富田正文・土橋俊一編集、岩波書店、1980年11月28日、99-268頁。
  - 『西洋事情』（外編）を全文収録。（初編）は抄文。（二編）は収録されていない。
- 福澤諭吉『福澤諭吉著作集 第1巻 西洋事情』マリオン・ソシエ、西川俊作、慶應義塾大学出版会〈福澤諭吉著作集〉、2002年5月15日。ISBN 4-7664-0877-2。
  - 『西洋事情』（外編）を全文収録。（初編）と（二編）は抄文。
- 福澤諭吉纂輯『西洋事情』奥泉栄三郎監修・解説、文生書院〈「初期在北米日本人の記録」北米編 第108冊-1,2,3〉、2008年1月。ISBN 978-4-89253-424-9。
  - 新序文を付した電子復刻版。
- 福澤諭吉『西洋事情』マリオン・ソシエ、西川俊作、慶應義塾大学出版会、2009年6月30日。ISBN 978-4-7664-1622-0。
  - 『福澤諭吉著作集　第1巻　西洋事情』のコンパクト版（全書版）。